# Чапківський Олесь Станіславович
Оле́сь (Олександр) Станісла́вович Чапкі́вський (1884, м. Шпола — 28 квітня 1938, м. Київ) — український журналіст, критик, мистецтвознавець, громадський діяч.

## Біографія
Родина, ймовірно, мала польське шляхетське походження. Батько Олександра був провізором аптеки, а після переїзду родини до Миколаєва працював комірником на суднобудівному заводі «Наваль» (з початку 1920-х років — Завод імені Анре Марті).
Дитинство Олександра Чапківського пройшло в Миколаєві. З 1896 року він навчався в Олександрівській чоловічій гімназії, яку закінчив екстерном у 1904 році. Того ж року вступив до Московського університету, обравши історико-філологічний факультет. На отримання випускного посвідчення про здобуття вищої освіти знадобилося довгих дванадцять років. Захоплений революційними подіями 1905 року, Олександр Чапківський став активним учасником студентських заворушень, що призвело до його неодноразових виключень з університету і переведення на юридичний факультет.
Московський період життя позначився у біографії Олександра Чапківського початком педагогічної діяльності (починаючи з 1912 року, він працював у гімназії класним вихователем) і долученням до українського товариства «Кобзар». У 1917 році українська громада Москви обрала Олександра Чапківського своїм представником у Центральній Раді.
Після переїзду до Києва у листопаді 1917 року він не лише брав участь у засіданнях Центральної Ради і роботі її фінансової комісії, а й заробляв на життя редагуванням у видавництві «Відродження».
Навесні 1918 призначений тимчасовим громадянським комісаром міста Миколаєва. Комісар Чапківський був безкомпромісним у наведенні ладу в місті у складній воєнній ситуації.
У 1919 році зав. відділом популярної літератури Всевидаву та редакції «Вістей ВУЦВК»; автор критичних оглядів.
1920 року взяв участь у великому турне Другої мандрівної капели Дніпросоюзу містами і селами України як один з керівників делегації.
Був секретарем створеного в лютому 1921 року Комітету пам'яті Миколи Леонтовича, а далі (у 1922—1925 роках) — секретарем Музичного товариство імені Миколи Леонтовича, створеного на базі Комітету (до вересня 1924 року). У ці роки в журналі «Музика» періодично з'являлись його статті, які він іноді підписував криптонімом «О-р» або загадковим «Л. А.».
Перший біограф Миколи Леонтовича: 1923 року в першому числі журналу «Музика» опублікував статтю «Микола Леонтович. Життя — творчість — смерть» .
У 1920-ті роки став організатором першого у Києві вечірнього «рабфаку» (від російського «рабочий факультет»), викладав українську та російську мову в Художньому технікумі (1925—1926) та Медичному інституті у Харкові (1926—1930).
1935 року був заарештований за обвинуваченням у контрреволюційній агітації. У ході слідства допитували колег Олександра Чапківського і студентів так званих «юркурсів» (підпорядковувались Народному комісаріату юстиції).
На момент арешту Олександра Чапківського 5 квітня 1938 року він працював на підготовчих курсах до Заочного фармацевтичного інституту і у школі ФЗУ (фабрично-заводського учнівства) при Центральному телеграфі. Останній факт дозволив слідчим «зібрати доказову базу» в обвинуваченні Олександра Чапківського у шпигунстві: як учасник контрреволюційної повстанської організації, метою якої було повалення радянської влади і «відновлення буржуазної держави на Україні», він мав зафіксувати телеграфні апарати, наявні на київському Центральному телеграфі, розташування приміщень, кількість штату тощо.
Згідно з рішенням трійки при Київському облуправлінні НКВС УРСР від 11 квітня 1938 року тринадцять осіб (серед них дев'ятеро освітян) були приречені до страти.
Олександр Чапківський розстріляний у Києві 28 квітня 1938 р. Реабілітований у 1957 році.